# Vasilisk Gnedov
Vasily Ivanovich Gnedov (en russe : Василий Иванович Гнедов), mieux connu sous le nom de plume Vasilisk Gnedov, né le 3 mars 1890 à Man'kovo-Berëzovskaya (ru) (Empire russe) et mort le 20 novembre 1978 à Kherson (Union soviétique), est un poète russe, l'un des plus radicalement expérimentaux du futurisme russe, mais moins prolifique que ses pairs.

## Biographie
Gnedov est principalement connu pour son Poème de la fin, composé uniquement de son titre sur une page vierge, et que le poète mimait sur scène d'un geste effectué de la main droite, rappelant l'action d'une guillotine. Le recueil dont il est issu, Death to Art (1913), contient quinze poèmes très courts dont la taille a été réduite progressivement, passant d’une ligne à un mot, une lettre et finalement à Poème de la fin. Le poème a été comparé au tableau Carré noir sur fond blanc (1915) de Kasimir Malevitch, à la composition silencieuse de John Cage 4′33″ (1952), et au minimalisme en général.
Bien que faisant partie du groupe ego-futuriste, la poésie de Gnedov est beaucoup plus proche de groupes plus connus comme Hylaea ou cubo-futuristes, qui comprenait Velimir Khlebnikov, Vladimir Maïakovski et Alexeï Kroutchenykh. Ses autres œuvres sont caractérisées par un langage expérimental (y compris des néologismes semblables à un zaoum), l'utilisation de mots familiers, dialectaux et ukrainiens, ainsi qu'un sujet lyrique provocant et strident. De nombreux incidents rapportés dans la presse russe ont donné à Gnedov la réputation d'être une mauvaise langue. Cependant, son intention déclarée à l'époque était « d'inverser et de renouveler la littérature, de montrer de nouvelles voies ».
La maladie, le service militaire pendant la Première Guerre mondiale, les épisodes-choc des combats de la Révolution et la répression politique des années 1930 l’ont pratiquement fait taire. Après sa libération des camps soviétiques en 1956, Gnedov continue d'écrire mais ne fut plus publié avant sa mort en 1978. Des poètes contemporains d'avant-garde tels que Serge Segay (qui a écrit sur Gnedov et publié son œuvre) et Rea Nikonova le considèrent comme un important précurseur et contributeur du modernisme russe.